# Shenzhen Open
Shenzhen Open або Shenzhen Gemdale Open — професійний тенісний турнір, що з 2013 року проходить у китайському місті Шеньчжень. Турнір стартував 2013 року як жіночий, з наступного року проводяться змагання також серед чоловіків. 
Тенісний центр Лонган має 32  корти (відкриті та під дахом), а також стадіон на 4 тисячі місць.

## Чемпіони та медалісти

### Чоловіки. Одиночний розряд
| Рік  | Переможець   | Фіналіст              | Рахунок                 |
| ---- | ------------ | --------------------- | ----------------------- |
| 2017 | Давід Ґоффен | Олександр Долгополов  | 6–4, 6–7(5–7), 6–3      |
| 2016 | Томаш Бердих | Рішар Гаске           | 7–6(7–5), 6–7(2–7), 6–3 |
| 2015 | Томаш Бердих | Гільєрмо Гарсія-Лопес | 6–3, 7–6(9–7)           |
| 2014 | Енді Маррей  | Томмі Робредо         | 5–7, 7–6(11–9), 6–1     |

### Чоловіки. Парний розряд
| Рік  | Чемпіонки                    | Фіналістки                 | Рахунок               |
| ---- | ---------------------------- | -------------------------- | --------------------- |
| 2017 | Александер Пейя Ражів Рам    | Нікола Мектич Ніклас Монро | 6–3, 6–2              |
| 2016 | Фабіо Фоніні Роберт Лінстедт | Олівер Марах Фабріс Мартен | 7–6(7–4), 6–3         |
| 2015 | Джонатан Ерліх Колін Флемінг | Кріс Гуччоне Андре Са      | 6–1, 6–7(3–7), [10–6] |
| 2014 | Жан-Жульєн Роєр Горія Текеу  | Сем Грот Кріс Гуччоне      | 6–4, 7–6(7–4)         |

### Жінки. Одиночний розряд
| Рік  | Чемпіонка          | Фіналістка         | Рахунок       |
| ---- | ------------------ | ------------------ | ------------- |
| 2018 | Симона Халеп (2)   | Катержина Сінякова | 6–1, 2–6, 6–0 |
| 2017 | Катержина Сінякова | Алісон Ріск        | 6–3, 6–4      |
| 2016 | Агнешка Радванська | Алісон Ріск        | 6–3, 6–2      |
| 2015 | Симона Халеп       | Тімеа Бачинскі     | 6–2, 6–2      |
| 2014 | Лі На (2)          | Пен Шуай           | 6–4, 7–5      |
| 2013 | Лі На              | Клара Закопалова   | 6–3, 1–6, 7–5 |

### Жінки. Парний розряд
| Рік  | Чемпіонки                         | Фіналістки                            | Рахунок          |
| ---- | --------------------------------- | ------------------------------------- | ---------------- |
| 2018 | Ірина-Камелія Бегу Симона Халеп   | Барбора Крейчикова Катержина Сінякова | 6–1, 1–6, [10–8] |
| 2017 | Андреа Главачкова Пен Шуай        | Ралука Олару Ольга Савчук             | 6–1, 7–5         |
| 2016 | Ваня Кінг Моніка Нікулеску (2)    | Сюй Їфань Чжен Сайсай                 | 6–1, 6–4         |
| 2015 | Людмила Кіченок Надія Кіченок     | Лян Чень Ван Яфань                    | 6–4, 7–6(8–6)    |
| 2014 | Моніка Нікулеску Клара Закопалова | Людмила Кіченок Надія Кіченок         | 6–3, 6–4         |
| 2013 | Чжань Хаоцін Чжань Юнжань         | Ірина Бурячок Валерія Соловйова       | 6–0, 7–5         |